# 스탠리 큐브릭 - 영화 속의 인생
스탠리 큐브릭 - 영화 속의 인생(Stanley Kubrick: A Life In Pictures)은 독일에서 제작된 잔 할랜 감독의 2001년 다큐멘터리 영화이다. 켄 애덤 등이 주연으로 출연하였고 잔 할랜 등이 제작에 참여하였다.

## 출연

### 주연
- 켄 애덤
- 브라이언 올디스
- 니콜 키드먼
- 톰 크루즈
- 우디 앨런
- 스티븐 버코프
- 아서 C. 클라크
- 알렉스 콕스
- 크리스티안 커브릭
- 폴 마주르스키
- 매튜 모딘
- 잭 니콜슨
- 말콤 맥도웰
- 시드니 폴락
- 마틴 스코세이지
- 제임스 B. 해리스
- 피터 유스티노프
- 스티븐 스필버그
- 셜리 듀발
- 알란 파커

### 조연
- 존 칼리
- 밀레나 카노네로
- 웬디 카를로스
- 알렌 데비오
- 케어 둘리
- 안소니 프리윈
- 잔 할랜
- 마이클 허
- 필립 홉스
- 이렌느 케인
- 죄르지 리게티
- 스티븐 마커스
- 더글라스 밀섬
- 리처드 쉬켈
- 알렉산더 싱어
- 더글러스 트럼블
- 레온 비탈리
- 마리 윈드서
- 커크 더글라스

## 제작진
- 협력프로듀서: 안소니 프리윈